# Mezzo d'Opera
Par Mezzo d'Opera (M.O.), le code de la route italien définit les moyens de transport routiers motorisés utilisés pour transporter des matériaux utilisés pour la construction d'ouvrages de génie civil et bâtiments, mines et carrières ou transport industriel d'éléments non fractionnables comme les blocs de marbre ou les produits industriels n'entrant pas dans le cadre des transports exceptionnels par leurs dimensions.
Dans tous les cas, il s'agit de véhicules homologués à cet effet qui disposent de systèmes de sécurité et de freins adaptés.

## Législation

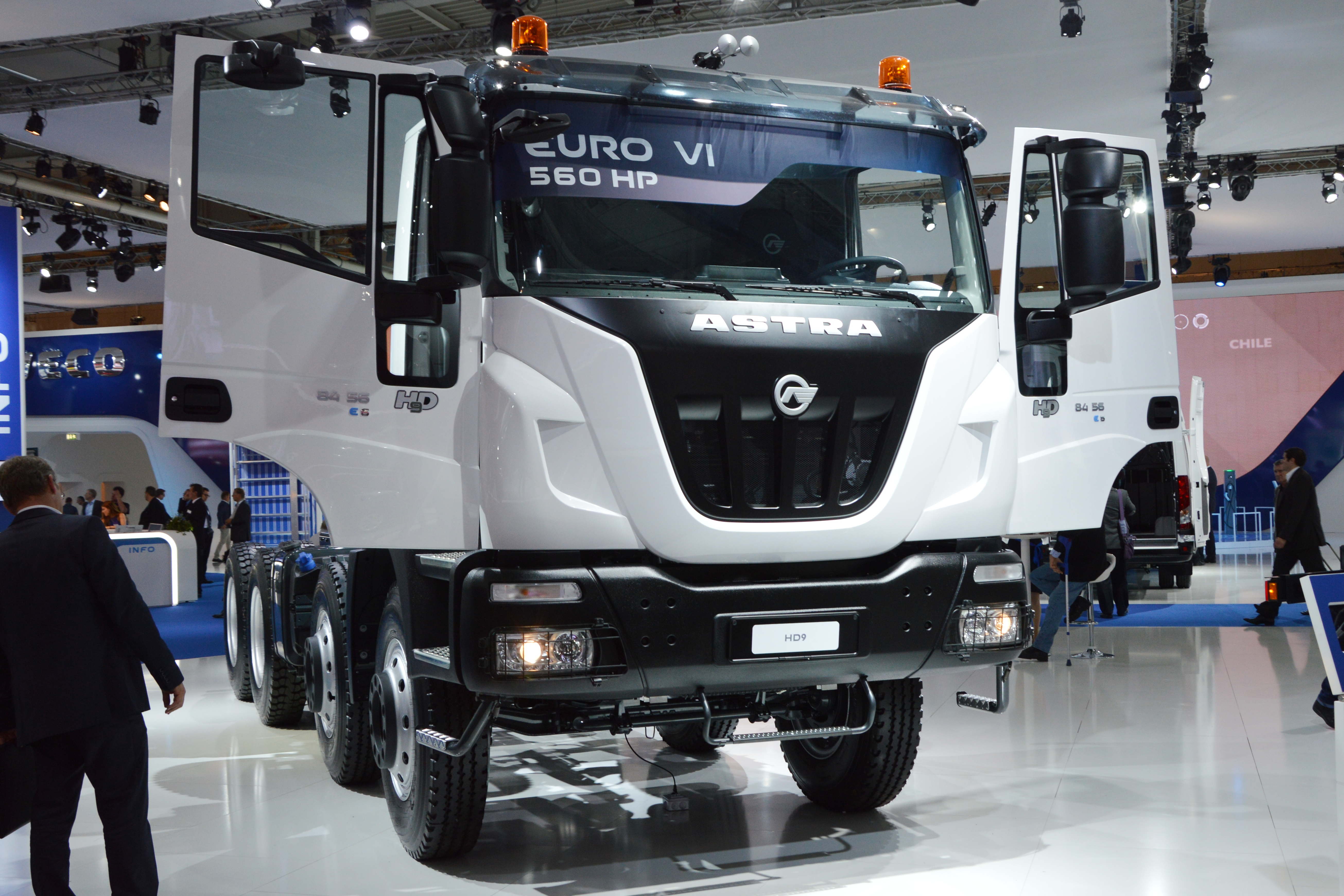
IVECO ASTRA HD 9 M.O.

### Législation italienne
Dans le code de la route italien, les véhicules utilisés pour le transport de matériaux de construction, les activités industrielles et forestières et les transports liés au cycle de traitement des déchets sont inclus dans la catégorie des véhicules de travail. Ils sont régis par l'article 54, alinéa 1n  du code de la route italien. Ces véhicules peuvent être utilisés sur et hors route. Les limites de poids, régies par les articles 10, 61 et 62 du code de la route italien, les distinguent des camions "traditionnels" : 13 tonnes pour l'essieu le plus chargé, 20 tonnes pour les véhicules à deux essieux, 33 tonnes pour les véhicules à trois essieux et 40 tonnes pour ceux ayant un nombre d'essieux supérieur.
Couplé à une remorque, contrairement au train routier normal et au camion articulé (semi-remorque), les limites sont de 44 tonnes pour quatre essieux, 56 tonnes pour cinq essieux ou plus et pour le transport de béton dans des bétonnières. En raison de leur poids plus élevé que les camions traditionnels, les véhicules de travaux, sur le fondement de l'article 34 alinéa 1 du même code de la route italien, sont assujettis à des redevances supplémentaires à titre de compensation pour l'usure plus importante des infrastructures routières lorsqu'ils empruntent des voies normales. Un péage complémentaire doit s'ajouter à ces redevances en cas d'utilisation de l'autoroute.
Par ailleurs, pour tous les véhicules de travaux, selon l'article 11 du code de la route italien, certains véhicules doivent obligatoirement être équipés de dispositifs complémentaires (gyrophare), qui doivent être clignotants jaune ou orange du type homologué par le Ministère des Transports et de la Navigation - Direction Générale du MCTC ou conformes aux directives CEE ou aux règlements ECE-ONU transposés par le Ministère des Transports et de la Navigation italien. Le nombre est celui nécessaire pour assurer le respect, même pour les véhicules à pleine charge, des angles de visibilité visés à l'art. 266. Ces dispositifs peuvent être fixés à la structure du véhicule ou être amovibles. Ils doivent être allumés en permanence, même lorsque l'utilisation des dispositifs de signalisation visuelle et d'éclairage n'est pas prescrite (article 152 du code). Ces appareils doivent être allumés, quelles que soient les conditions de visibilité et également lorsque le véhicule est déchargé, donc toujours,